# Oribatula egelida
Oribatula egelida är en kvalsterart som först beskrevs av Tseng 1984.  Oribatula egelida ingår i släktet Oribatula och familjen Oribatulidae. Inga underarter finns listade i Catalogue of Life.